# 밀양읍성
밀양읍성(密陽邑城)는 대한민국 경상남도 밀양시에 있는 읍성이다. 1997년 12월 31일 경상남도의 기념물 제167호로 지정되었다.

## 개요
읍성이란 군이나 현의 주민을 보호화고, 군사적·행정적인 기능을 함께 하는 성을 말한다.
경상남도 밀양시 밀양읍성은 성종 10년(1479)에 만든 것으로, 다른 읍성들을 임진왜란 직전에 만들기 시작한 것에 비하면 100년 이상 일찍 만든 것이다.
『동국여지승람』의 기록에 따르면 밀양읍성은 둘레가 4,670척, 높이 9척이며 성 안에 우물이 4개, 연못이 1곳 있다고 한다. 1902년 경부선 철도부설 공사 때 성문과 성벽을 모두 헐어 철도부설공사에 이용하여, 지금은 성문의 위치와 일부 성곽만 남아 있다. 아동산과 아북산을 잇는 산등성이에는 성곽이 남아 있다.

## 현지 안내문
읍성은 지방의 관청과 민가의 보호를 위해 그 주변을 둘러싼 성이다. 읍성을 가장 활발히 쌓은 시기는 왜구의 침입이 잦았던 고려 말과 조선 초였다. 읍성은 조선 왕조 마지막까지 존속되었으나, 1910년 한일합병과 함께 일본이 읍성 철거령을 내리면서 전국의 읍성 대부분이 헐렸다. 밀양읍성은 조선 초기인 1479년(성종 10)에 축조되었으나, 1902년에 경부선 철도를 건설하면서 파괴되었다. 동북쪽으로 자연 지형을 이용하고 서남쪽의 평지에 성벽을 쌓은 밀양읍성의 규모는 길이 2.1km, 높이 27m였다고 하며, 성안에는 동헌과 객사를 비롯한 많은 관아와 연못 1개, 우물 4개가 있었다고 한다. 또 1590년(선조 23)에 전국의 성곽을 정비하면서 밀양부사 신잡(1541~1609)이 성 둘레에 못을 깊이 파고 물을 끌어들여 물을 이용해 성을 지키려 하였다고 하며, 뒤에 다시 연못 1개와 우물 8개를 맛다고 한다. 임진왜란 때 왜군에게 함락되어 성이 무너진 것을 전쟁이 끝난 뒤인 1606년(선조 39)에 다시 복원하였다.
밀양 시가지를 둘러싸고 있는 읍성은 성 바깥이 절벽을 이루며, 절벽 아래로 남천강이 흘러 방어시설을 대신하였다. 이곳 사람들은 지금도 남천강을 해천이라고 부른다. 1902년 성이 헐리고 난 뒤 그 석재는 1934년의 밀양교 가설과 1950년의 한국전쟁 때 진지를 쌓기 위해 옮겨가 버렸다고 한다.
밀양읍성은 조선 성종 10년(서기1479)에 쌓았으며, "석축의 길이 4,670자, 높이 9자, 성내에 우물이 넷, 못이 하나"라는 기록(동국여지승람)이 있다.
이 성과 성내에는 4대문·아사·동헌·객사 등 많은 건물이 있었으나 임진왜란 때 많이 소실되었고 지금은 영남루 등의 건물과 일부의 유구만 남아 있다.

## 참고 자료
- 밀양읍성 - 국가유산청 국가유산포털